# 李曙轩
李曙轩（1917年—1990年），男，广东惠阳人，中国蔬菜学家、园艺教育家，曾任浙江农业大学教授、博士生导师，第六、七届全国政协委员。